# Franklin Agustín Salas
Franklin Salas (nom complet : Franklin Agustín Salas Narváez), né le 30 août 1981 à Los Bancos, est un ancien footballeur équatorien. 
Salas jouait au poste d'attaquant en équipe d'Équateur où il était considéré comme un possible successeur en attaque d'Agustín Delgado. Il n'a pu participer au Mondial 2006 en Allemagne en raison d'une blessure à un genou.

## Carrière

### En club
- 2000-2007 : LDU Quito  Équateur
- 2007-2008 : Étoile rouge de Belgrade  Serbie
- 2008- : LDU Quito  Équateur

### En équipe nationale
- 21 sélections et 3 buts en équipe nationale depuis 2003